# Coroieni
Coroieni é uma comuna romena localizada no distrito de Maramureș, na região histórica da Transilvânia. A comuna possui uma área de 66.93 km² e sua população era de 2284 habitantes segundo o censo de 2007.